# Suore missionarie del catechismo
Le Suore Missionarie del Catechismo sono un istituto religioso femminile di diritto pontificio: le suore di questa congregazione pospongono al loro nome la sigla S.M.C.

## Storia
La congregazione delle Missionarie del Catechismo Rurale fu fondata il 5 agosto 1940 ad Anoia Superiore dal sacerdote Vincenzo Idà con l'aiuto di Pasqualina Condò.
Approvata come pia unione nel 1945, fu eretta in istituto religioso da Enrico Nicodemo, vescovo di Mileto, il 15 marzo 1948.
Con decreto del 25 marzo 1972 la Santa Sede vi unì la congregazione delle Suore di Santa Gemma (Missionarie della Montagna) dando inizio all'istituto delle Missionarie del Catechismo, di diritto pontificio.

## Attività e diffusione
Le suore si dedicano all'assistenza all'infanzia, alla catechesi e alle opere parrocchiali.
Oltre che in Italia, sono presenti in Argentina, nelle Filippine, in Kenya, in Messico, in Palestina e negli Stati Uniti d'America; la sede generalizia è a Ariccia.
Alla fine del 2008 la congregazione contava 247 religiose in 44 case.